# Co z tą Polską?
Co z tą Polską? – program publicystyczny w telewizji Polsat, prowadzony przez Tomasza Lisa, emitowany od 30 września 2004 do 20 września 2007 na żywo z udziałem publiczności; prowadzący zapraszał do niego najczęściej polityków, poruszane tematy to zwykle ważne wydarzenia dla Polski. Emitowany był w czwartki około godziny 22:30.
Co z tą Polską to także nazwa jednej z książek Tomasza Lisa.
Kontynuacją programu był dostępny w Internecie program Co z Polską?.

## Spis odcinków
| Data emisji          | Pierwsza debata – goście | Druga debata – goście                                                    | Temat debaty |
| -------------------- | --- | ------------------------------------------------------------------------ | --- |
| 30 września 2004     | Leszek Miller, Zbigniew Ziobro | ks. Henryk Jankowski                                                     | Premiera programu Co z tą Polską?                                                                                |
| 7 października 2004  | Marek Edelman, Roman Polko, Jerzy Szmajdziński, Janusz Wojciechowski                                                                          | –                                                                        | O polskich żołnierzach w Iraku                                                                                   |
| 14 października 2004 | Lech Wałęsa | Marek Borowski, Jan Rokita                                               | Kiedy odbędą się wybory parlamentarne w Polsce?                                                                  |
| 21 października 2004 | Aleksander Kwaśniewski | –                                                                        | Rozmowa z prezydentem Aleksandrem Kwaśniewskim w Pałacu Prezydenckim                                             |
| 28 października 2004 | Ziad Cattan, Bronisław Komorowski, Jerzy Kos, Roman Polko, Jakub Sobieniowski, Maciej Zięba                                                   | –                                                                        | O porwanej Polce w Iraku                                                                                         |
| 4 listopada 2004     | Henryka Bochniarz, Aleksander Gudzowaty, Piotr Ikonowicz, Izabela Jaruga-Nowacka                                                              | Leszek Balcerowicz                                                       | Co zrobić, aby w Polsce nie było biedy?                                                                          |
| 11 listopada 2004    | Janusz Głowacki, Olga Lipińska, Stefan Niesiołowski, Rafał Ziemkiewicz                                                                        | –                                                                        | Narodowe Święto Niepodległości – jacy jesteśmy?                                                                  |
| 18 listopada 2004    | Władysław Bartoszewski, Andrzej Celiński, Jarosław Kaczyński, Tomasz Nałęcz                                                                   | –                                                                        | Czy Polska potrzebuje rewolucji i wstrząsu?                                                                      |
| 25 listopada 2004    | Nelli Rokita | Roman Giertych Opinie: Stefan Niesiołowski, ks. Michał Czajkowski        | O sytuacji na Ukrainie po wyborach oraz rozmowa z Romanem Giertychem                                             |
| 2 grudnia 2004       | Julia Tymoszenko, Anna German, Zbigniew Bujak, Taras Czarnowił, młodzież polska, członkowie ukraińskiej rodziny, Ukraińcy studiujący w Polsce | Wiktor Juszczenko                                                        | Pomarańczowa rewolucja na Ukrainie                                                                               |
| 9 grudnia 2004       | Andrzej Strzelecki, Andrzej Grabowski, Franciszek Starowieyski, Mariusz Ziomecki, Antoni Macierewicz                                          | Aleksandra Jakubowska                                                    | O Janie Kulczyku                                                                                                 |
| 16 grudnia 2004      | Kinga Dunin, Małgorzata Domagalik, Hanna Wujkowska, ks. bp Tadeusz Pieronek, Maciej Rybiński, Piotr Pacewicz                                  | Jerzy Urban                                                              | Czy katolicyzm sprzyja przemocy wobec kobiet?                                                                    |
| 23 grudnia 2004      | Monika Olejnik, Jacek Żakowski, Piotr Najsztub                                                                                                | Wojciech Mann, Krzysztof Materna                                         | Czy telewizja pokazuje prawdziwy obraz Polski?                                                                   |
| 30 grudnia 2004      | Michał Żebrowski, Irena Koźmińska, Jan Rokita                                                                                                 | Otylia Jędrzejczak                                                       | Podsumowanie 2004 roku                                                                                           |
| 6 stycznia 2005      | Józef Oleksy | Marian Krzaklewski                                                       | Czy Akcja Wyborcza Solidarność i Sojusz Lewicy Demokratycznej w równym stopniu odpowiadają za korupcję w Polsce? |
| 13 stycznia 2005     | Zyta Gilowska, Kazimierz Grajcarek, Wiesław Kaczmarek, Jacek Piechota                                                                         | Wojciech Eichelberger                                                    | O umowach społecznych                                                                                            |
| 20 stycznia 2005     | Andrzej Lepper, Tomasz Nałęcz | –                                                                        | Co dalej z Andrzejem Lepperem?                                                                                   |
| 27 stycznia 2005     | Stefan Niesiołowski, Leszek Moczulski, Zbigniew Bujak, Antoni Macierewicz, Bronisław Wildstein, Antoni Dudek                                  | –                                                                        | Lustracja i teczki                                                                                               |
| 3 lutego 2005        | Bronisław Wildstein, Daniel Olbrychski, Jan Pietrzak, Stefan Niesiołowski, Antoni Dudek                                                       | –                                                                        | Czy ludzie z listy Wildsteina są agentami SB?                                                                    |
| 10 lutego 2005       | Jan Rokita, Jarosław Kaczyński, Roman Giertych, Henryka Bochniarz, Marek Beylin                                                               | –                                                                        | Czy prawica zapewni Polsce uczciwsze rządy niż lewica?                                                           |
| 17 lutego 2005       | Władysław Frasyniuk, Jarosław Sellin, Juliusz Braun, Stanisław Michalkiewicz, Antoni Macierewicz                                              | –                                                                        | Środowisko Radia Maryja                                                                                          |
| 24 lutego 2005       | Lech Wałęsa, Jarosław Kaczyński, Tadeusz Mazowiecki, Kazimierz Kutz, Jadwiga Staniszkis                                                       | –                                                                        | Czy Polska potrzebuje politycznej rewolucji?                                                                     |
| 3 marca 2005         | Tadeusz Mazowiecki, Władysław Frasyniuk, Zyta Gilowska, Roman Giertych                                                                        | –                                                                        | Czy nowa Partia Demokratyczna ma szansę na sukces wyborczy?                                                      |
| 10 marca 2005        | Dariusz Szymczycha, Roman Giertych, Andrzej Celiński, Zbigniew Ziobro, Ryszard Kalisz, Bronisław Wildstein                                    | –                                                                        | Czy prezydent Kwaśniewski bał się zeznawać przed komisją śledczą?                                                |
| 17 marca 2005        | Lech Wałęsa | –                                                                        | Czy Lech Wałęsa doprowadzi do zmian w Radiu Maryja?                                                              |
| 24 marca 2005        | Zbigniew Religa | Maciej Płażyński, Krzysztof Rutkowski, Sebastian Florek                  | Czy Polska potrzebuje niepartyjnego prezydenta?                                                                  |
| 31 marca 2005        | Roman Giertych, Andrzej Lepper | –                                                                        | Czy LPR i Samoobrona powinny współtworzyć koalicję rządową?                                                      |
| 7 kwietnia 2005      | ks. Mieczysław Maliński, ks. Adam Boniecki, kardynał Józef Glemp, Zbigniew Boniek                                                             | –                                                                        | Jak będzie wyglądała Polska bez papieża? (na żywo z Rzymu)                                                       |
| 14 kwietnia 2005     | Kazimierz Kutz, Edmund Wnuk-Lipiński, o. Maciej Zięba, Małgorzata Kożuchowska, Maciej Szczęsny                                                | –                                                                        | Czy śmierć papieża Jana Pawła II na stałe zmieniła Polskę?                                                       |
| 21 kwietnia 2005     | o. Maciej Zięba, Magdalena Wolińska-Riedi | Jerzy Urban, Maciej Rybiński, Krzysztof Teodor Toeplitz, Szymon Hołownia | Czy obrażając papieża Jerzy Urban nadużywa wolności słowa?                                                       |
| 28 kwietnia 2005     | Wojciech Jaruzelski, Jan Rokita, Stefan Niesiołowski, Jerzy Wartak                                                                            | –                                                                        | Czy powinniśmy wybaczyć autorom stanu wojennego?                                                                 |
| 5 maja 2005          | Lech Wałęsa, Andrzej Paczkowski, Antoni Dudek                                                                                                 | Lech Wałęsa, Bronisław Komorowski, Ryszard Kalisz                        | Czy obecny Sejm jest najgorszy w III RP?                                                                         |
| 12 maja 2005         | Jarosław Kaczyński, Longin Pastusiak, Dariusz Rosati, Bartłomiej Sienkiewicz                                                                  | –                                                                        | Czy prezydent Kwaśniewski zrobił dobrze jadąc do Moskwy?                                                         |
| 19 maja 2005         | Włodzimierz Cimoszewicz | ks. Arkadiusz Nowak, Antoni Macierewicz                                  | Czy prawdą jest to, co Jolanta Kwaśniewska mówi o działalności swojej fundacji?                                  |
| 26 maja 2005         | b.d | b.d                                                                      | b.d |
| 2 czerwca 2005       | Jan Tomaszewski, Maciej Szczęsny, Mieczysław Piotrowski, Janusz Hańderek                                                                      | Jerzy Dudek                                                              | Czy po aferach w polskiej piłce PZPN powinien być rozwiązany?                                                    |
| 9 czerwca 2005       | Yga Kostrzewa, Robert Biedroń, Andrzej Urbański, Stefan Niesiołowski, Joanna Senyszyn                                                         | Stanisław Tymiński                                                       | Czy Lech Kaczyński słusznie nie godzi się na Paradę Równości?                                                    |
| 16 czerwca 2005      | Zbigniew Religa, Jan Rokita, Jarosław Kaczyński, Tomasz Nałęcz                                                                                | –                                                                        | Czy jesienią rządy w Polsce przejmie prawica?                                                                    |

| Data emisji          | Pierwsza debata – goście | Druga debata – goście                                                            | Temat debaty                                                                       |
| -------------------- | --- | -------------------------------------------------------------------------------- | ---------------------------------------------------------------------------------- |
| 1 września 2005      | Donald Tusk | –                                                                                | Czy dzięki Donaldowi Tuskowi polska polityka będzie lepsza?                        |
| 8 września 2005      | Donald Tusk, Włodzimierz Cimoszewicz                                                                                              | –                                                                                | Debata prezydencka Donald Tusk – Włodzimierz Cimoszewicz                           |
| 15 września 2005     | Lech Kaczyński | Tomasz Nałęcz                                                                    | Czy dzięki Lechowi Kaczyńskiemu polska polityka będzie lepsza?                     |
| 22 września 2005     | Roman Giertych, Jarosław Kaczyński, Andrzej Lepper, Jan Rokita                                                                    | –                                                                                | Jak będzie wyglądał polski sejm po najbliższych wyborach?                          |
| 26 września 2005     | Lech Kaczyński, Donald Tusk | –                                                                                | Debata prezydencka (wydanie specjalne)                                             |
| 29 września 2005     | Hanna Gronkiewicz-Waltz, Bronisław Komorowski, Ludwik Dorn, Michał Kamiński                                                       | –                                                                                | Sytuacja polityczna po wyborach parlamentarnych 2005                               |
| 6 października 2005  | Zbigniew Ziobro, Stefan Niesiołowski, Jacek Kurski, Jacek Protasiewicz                                                            | –                                                                                | Starcie liderów sztabów wyborczych Tuska i Kaczyńskiego                            |
| 13 października 2005 | Donald Tusk, Lech Kaczyński | –                                                                                | Debata prezydencka                                                                 |
| 20 października 2005 | Stefan Niesiołowski, Zbigniew Ziobro, Michał Kamiński, Jacek Protasiewicz                                                         | –                                                                                | II tura wyborów prezydenckich – Donald Tusk czy Lech Kaczyński?                    |
| 27 października 2005 | Lech Wałęsa | Jan Rokita, Stefan Niesiołowski, Ludwik Dorn, Zbigniew Romaszewski               | Co z rządem i koalicją parlamentarną PO-PiS?                                       |
| 3 listopada 2005     | Jan Rokita, Andrzej Lepper, Roman Giertych                                                                                        | –                                                                                | Czy powstanie koalicja PiS i Samoobrony?                                           |
| 10 listopada 2005    | Wojciech Olejniczak, Jarosław Kalinowski, Roman Giertych, Krzysztof Filipek                                                       | –                                                                                | Kto ostatecznie poprze rząd Kazimierza Marcinkiewicza?                             |
| 17 listopada 2005    | Stefan Niesiołowski, Paweł Śpiewak, Andrzej Urbański, Mariusz Kamiński                                                            | Stefan Niesiołowski, Jacek Kurski                                                | Czy IV RP będzie bardziej moralna od III RP?                                       |
| 24 listopada 2005    | Danuta Waniek, Jacek Żakowski, Jarosław Sellin, Bronisław Wildstein                                                               | –                                                                                | Czy Prawo i Sprawiedliwość chce telewizji swojej czy obiektywnej?                  |
| 1 grudnia 2005       | Izabela Jaruga-Nowacka, Marian Piłka, Bronisław Komorowski, Wojciech Wierzejski, Tadeusz Cymański                                 | Ryszard Kalisz                                                                   | Prezydent Kwaśniewski chce ułaskawić Zbigniewa Sobotkę                             |
| 8 grudnia 2005       | ks. Kazimierz Sowa, Bronisław Komorowski, Stefan Niesiołowski, Tadeusz Cymański, Wojciech Wierzejski                              | –                                                                                | Czy istnieje problem Radia Maryja?                                                 |
| 15 grudnia 2005      | Aleksander Kwaśniewski | –                                                                                | Jaka była dziesięcioletnia prezydentura Kwaśniewskiego?                            |
| 22 grudnia 2005      | Lech Wałęsa | Andrzej Urbański, Ryszard Kalisz, Michał Kamiński, Marek Borowski                | Czy Kaczyński będzie lepszym prezydentem niż Kwaśniewski?                          |
| 12 stycznia 2006     | Michał Kamiński, Stefan Niesiołowski, Andrzej Lepper, Roman Giertych, Wojciech Olejniczak, Tadeusz Cymański                       | –                                                                                | Czy sejm uchwali budżet?                                                           |
| 19 stycznia 2006     | Marek Jurek, Donald Tusk | Kazimierz Kutz, Jacek Kurski                                                     | Czy będą nowe wybory?                                                              |
| 26 stycznia 2006     | Jarosław Kaczyński | –                                                                                | Jaką wizję Polski i polskiej polityki ma Jarosław Kaczyński?                       |
| 2 lutego 2006        | Roman Giertych, Andrzej Lepper | Jan Rokita, Andrzej Urbański                                                     | Pakt stabilizacyjny, wybory, obywatelskie nieposłuszeństwo – co dalej?             |
| 9 lutego 2006        | Kazimierz Marcinkiewicz | –                                                                                | Sto dni rządu Kazimierza Marcinkiewicza                                            |
| 16 lutego 2006       | Ludwik Dorn, Andrzej Lepper, Roman Giertych, Stefan Niesiołowski, Ryszard Kalisz                                                  | –                                                                                | Co mamy w Polsce? Stabilizację czy chaos?                                          |
| 23 lutego 2006       | Zbigniew Ziobro, Jan Rokita, Przemysław Gosiewski, Marian Filar                                                                   | –                                                                                | Ostre słowa na linii PiS – środowisko prawnicze. Kto w tym sporze ma rację?        |
| 2 marca 2006         | Tadeusz Cymański, Jacek Kurski, Piotr Najsztub, Jacek Żakowski                                                                    | –                                                                                | Czy w Polsce są wolne media?                                                       |
| 9 marca 2006         | Andrzej Lepper, Roman Giertych, Kazimierz Michał Ujazdowski, Bronisław Komorowski, Wojciech Olejniczak                            | –                                                                                | Czy będziemy mieli przedterminowe wybory parlamentarne?                            |
| 16 marca 2006        | Leszek Balcerowicz | Hanna Gronkiewicz-Waltz, Janusz Palikot, Artur Zawisza, Wojciech Wierzejski      | Co z Balcerowiczem? Co z bankami? Co z polską gospodarką?                          |
| 23 marca 2006        | Hanna Gronkiewicz-Waltz, Wojciech Olejniczak, Michał Kamiński, Roman Giertych                                                     | –                                                                                | Czy będzie nowa ordynacja? Czy będą nowe wybory?                                   |
| 30 marca 2006        | Tadeusz Mazowiecki, Andrzej Urbański                                                                                              | Andrzej Lepper                                                                   | Czy Samoobrona będzie w koalicji a Andrzej Lepper w rządzie? Co z IV RP?           |
| 6 kwietnia 2006      | Ludwik Dorn | Stefan Niesiołowski, Edmund Wnuk-Lipiński, Tadeusz Cymański, Bronisław Wildstein | Co dalej z polską polityką? Co dalej z Radiem Maryja?                              |
| 13 kwietnia 2006     | Andrzej Lepper, Andrzej Olechowski                                                                                                | Ryszard Czarnecki, Aleksander Smolar, Marek Borowski                             | Co dla Polski będzie oznaczał wicepremier Andrzej Lepper w rządze?                 |
| 20 kwietnia 2006     | Lech Wałęsa | Roman Giertych, Jan Rokita, Artur Zawisza                                        | Co Lech Wałęsa sądzi o rządach PiS-u? Czy będzie nowa koalicja?                    |
| 27 kwietnia 2006     | Andrzej Lepper | Zbigniew Ziobro, Przemysław Gosiewski, Ryszard Kalisz, Jerzy Naumann             | Czy Trybunał Konstytucyjny broni prawa czy prawników?                              |
| 4 maja 2006          | Hanna Gronkiewicz-Waltz, Marcin Przeciszewski, Wojciech Wierzejski, Bohdan Cywiński, Marek Edelman                                | –                                                                                | Co dalej z Radiem Maryja?                                                          |
| 11 maja 2006         | Roman Giertych, Mirosław Sawicki, Ryszard Kalisz, Przemysław Gosiewski                                                            | –                                                                                | Co w ministerstwie edukacji zrobi Roman Giertych?                                  |
| 18 maja 2006         | Zbigniew Brzeziński | Jerzy Dudek                                                                      | Skład reprezentacji na Mundial – szaleństwo czy geniusz Janasa?                    |
| 25 maja 2006         | o. Jan Andrzej Kłoczowski, Adam Szostkiewicz, Jarosław Gowin, ks. Adam Boniecki, ks. Tadeusz Isakowicz-Zaleski                    | –                                                                                | Pielgrzymka Benedykta XVI do Polski (na żywo z Krakowa)                            |
| 1 czerwca 2006       | Jacek Żakowski, Tomasz Terlikowski, Jerzy Jurecki, Halina Bortnowska o. Paweł Kozacki, Bronisław Komorowski, Krzysztof Wyszkowski | –                                                                                | Co z lustracją księży i nie tylko?                                                 |
| 8 czerwca 2006       | Olaf Lubaszenko, Mateusz Borek, Roman Kołtoń, Wojciech Gąssowski                                                                  | Józef Młynarczyk, Janusz Zaorski, Stefan Szczepłek                               | Jak reprezentacja Polski poradzi sobie na Mundialu 2006? (na żywo z Gelsenkirchen) |

| Data emisji          | Pierwsza debata – goście | Druga debata – goście                                                                  | Temat debaty |
| -------------------- | --- | -------------------------------------------------------------------------------------- | --- |
| 7 września 2006      | Roman Giertych, Andrzej Celiński | –                                                                                      | Czy wychowanie patriotyczne zostanie wprowadzone do szkół?                                                                     |
| 14 września 2006     | Małgorzata Ostrowska, Artur Zawisza | Leszek Balcerowicz                                                                     | Po co bankowakomisja śledcza?                                                                                                  |
| 21 września 2006     | Andrzej Lepper, Donald Tusk | Zbigniew Ziobro, Marek Borowski                                                        | Co dalej z koalicją? Czy prokuratura jest wykorzystywana w celach politycznych?                                                |
| 28 września 2006     | Przemysław Gosiewski, Jan Rokita | Lech Wałęsa, Ludwik Dorn, Andrzej Lepper, Tadeusz Mazowiecki                           | Afera taśmowa – co dalej z Sejmem, z rządem, z Polską?                                                                         |
| 5 października 2006  | Kazimierz Marcinkiewicz | Stefan Niesiołowski                                                                    | O podziałach w polskiej polityce i ich wpływie na otoczenie                                                                    |
| 12 października 2006 | Bronisław Komorowski, Wojciech Olejniczak, Aleksander Szczygło, Tadeusz Cymański                                                                                         | –                                                                                      | O nowej koalicji z Samoobroną i wcześniejszych wyborach                                                                        |
| 19 października 2006 | Zbigniew Wassermann, Hanna Gronkiewicz-Waltz, Kazimierz Marcinkiewicz | Rudy Giuliani                                                                          | O szafie Lesiaka Rozmowa z byłym burmistrzem Nowego Jorku                                                                      |
| 26 października 2006 | Ryszard Kalisz, Aleksander Szczygło | Włodzimierz Cimoszewicz, Radosław Markowski                                            | Jak wygląda prezydentura Lecha Kaczyńskiego po roku?                                                                           |
| 2 listopada 2006     | Marek Borowski, Hanna Gronkiewicz-Waltz, Kazimierz Marcinkiewicz | –                                                                                      | Kto zostanie prezydentem stolicy?                                                                                              |
| 9 listopada 2006     | Roman Giertych, Izabella Sierakowska, Ewa Sowińska, Jerzy Fedorowicz | Hubert Hoffman                                                                         | Co dalej z polską szkołą – pejcz czy słowo?                                                                                    |
| 16 listopada 2006    | Hanna Gronkiewicz-Waltz, Kazimierz Marcinkiewicz | -                                                                                      | „Bitwa Warszawska” – debata przed II turą wyborów na prezydenta Warszawy                                                       |
| 23 listopada 2006    | Programu nie było z powodu żałoby narodowej po katastrofie górniczej w kopalni Halemba                                                                                   | Programu nie było z powodu żałoby narodowej po katastrofie górniczej w kopalni Halemba | Programu nie było z powodu żałoby narodowej po katastrofie górniczej w kopalni Halemba                                         |
| 30 listopada 2006    | Ludwik Dorn, Bronisław Komorowski, Przemysław Gosiewski | Nelli Rokita                                                                           | Co dalej na linii PiS-PO? Co dalej z Janem Rokitą w Platformie Obywatelskiej?                                                  |
| 7 grudnia 2006       | Danuta Hojarska, Sandra Lewandowska, Joanna Kluzik-Rostkowska, Izabela Jaruga-Nowacka, Julia Pitera                                                                      | Andrzej Lepper                                                                         | Seksafera w Samoobronie. Co dalej z zarzutami, z Samoobroną i z koalicją?                                                      |
| 14 grudnia 2006      | Jan Rokita | Andrzej Lepper, dziennikarze                                                           | Co dalej z Janem Rokitą w Platformie Obwatelskiej? Seksafera w Samoobronie – skandal czy prowokacja?                           |
| 21 grudnia 2006      | Kazimierz Marcinkiewicz | Leszek Balcerowicz                                                                     | Co dalej z Kazimierzem Marcinkiewiczem? Kto obejmie urząd prezesa Narodowego Banku Polskiego?                                  |
| 11 stycznia 2007     | Małgorzata Niezabitowska, Tomasz Tomaszewski | Kazimierz Kutz, Cezary Michalski, Lech Wałęsa                                          | Co dalej z lustracją? |
| 18 stycznia 2007     | Igor Chalupec | Andrzej Celiński, Andrzej Olechowski, Zbigniew Romaszewski, Aleksander Szczygło        | O przyszłości PKN Orlen i Narodowego Banku Polskiego, o deubekizacji                                                           |
| 25 stycznia 2007     | Zbigniew Boniek | Ludwik Dorn, Hanna Gronkiewicz-Waltz                                                   | O przyszłości polskiej piłki nożnej. Czy czekają nas ponowne wybory w Warszawie?                                               |
| 1 lutego 2007        | Krzysztof Putra, Stefan Niesiołowski, Rafał Ziemkiewicz, Wojciech Maziarski                                                                                              | Izabela Jaruga-Nowacka, Marian Piłka                                                   | Czy rządy Jarosława Kaczyńskiego przypominają rządy Władimira Putina? O prorodzinnych propozycjach posła Mariana Piłki         |
| 8 lutego 2007        | Marek Borowski, Andrzej Olechowski | Joachim Brudziński, Ryszard Czarnecki                                                  | O dymisji Ludwika Dorna ze stanowiska szefa Ministerstwa Spraw Wewnętrznych i Administracji                                    |
| 15 lutego 2007       | Andrzej Lepper, Bogdan Zdrojewski | Janusz Kaczmarek                                                                       | O nowej funkcji Janusza Kaczmarka w MSWiA                                                                                      |
| 22 lutego 2007       | Władysław Bartoszewski | –                                                                                      | Co z tą Polską? – próba odpowiedzi na pytanie                                                                                  |
| 1 marca 2007         | Aleksander Kwaśniewski | –                                                                                      | Rozmowa z byłym Prezydentem Rzeczypospolitej Polskiej                                                                          |
| 8 marca 2007         | Marek Borowski, Mirosław Orzechowski, Magdalena Środa, Artur Zawisza | –                                                                                      | O wystąpieniu Ministra Edukacji Narodowej Romana Giertycha w Heidelbergu                                                       |
| 15 marca 2007        | Izabela Jaruga-Nowacka, Wojciech Wierzejski | Antoni Dudek, Cezary Michalski, Wiktor Osiatyński, Jacek Żakowski                      | O propozycjach zmian w Konstytucji Rzeczypospolitej Polskiej dotyczących ochrony życia poczętego. O nowych zasadach lustracji. |
| 22 marca 2007        | Ludwik Dorn | Joachim Brudziński, Wojciech Olejniczak                                                | O nowym wizerunku Prawa i Sprawiedliwości; o taśmach prawdy Oleksego i Gudzowatego.                                            |
| 29 marca 2007        | Grzegorz Napieralski, Joanna Senyszyn, Mirosław Orzechowski, Anna Jabłońska-Siarkowska                                                                                   | Jerzy Urban                                                                            | Powrót aborcji i powrót Aleksandra Kwaśniewskiego                                                                              |
| 5 kwietnia 2007      | Aleksander Kwaśniewski | –                                                                                      | Rozmowa z byłym Prezydentem Rzeczypospolitej Polskiej                                                                          |
| 12 kwietnia 2007     | Przemysław Gosiewski, Andrzej Lepper | Donald Tusk                                                                            | O stosunkach władza-władza i władza-opozycja                                                                                   |
| 19 kwietnia 2007     | Paweł Adamowicz, Adam Bielan, Jan Krzysztof Bielecki, Ryszard Czarnecki, Maciej Frankiewicz, Hanna Gronkiewicz-Waltz, Tomasz Lipiec, Michał Listkiewicz, Jan Tomaszewski | –                                                                                      | Szansa jakiej nie było i wyzwanie jakiego nie było – Euro 2012 w Polsce                                                        |
| 26 kwietnia 2007     | Zbigniew Wassermann, Janusz Zemke | Joachim Brudziński, Ryszard Kalisz                                                     | Kulisy śmierci Barbary Blidy                                                                                                   |
| 10 maja 2007         | Zbigniew Girzyński, Grzegorz Napieralski, Wiktor Osiatyński, Bronisław Wildstein                                                                                         | Tony Blair                                                                             | Debata na temat lustracji |
| 17 maja 2007         | Lech Wałęsa | Zbigniew Girzyński, Ryszard Kalisz                                                     | Czy w Polsce zagrożona jest demokracja?                                                                                        |
| 24 maja 2007         | Joachim Brudziński, Bogdan Zdrojewski | Wojciech Maziarski, Piotr Pacewicz                                                     | Czy warto pisać o teczce Kapuścińskiego?                                                                                       |
| 31 maja 2007         | Ryszard Czarnecki, Zdzisław Krasnodębski, Andrzej Olechowski, Krzysztof Putra, Marek Siwiec                                                                              | -                                                                                      | Wizerunek Polski w świecie |
| 14 czerwca 2007      | Hanna Gronkiewicz-Waltz, Joachim Brudziński, Andrzej Lepper, Wojciech Olejniczak                                                                                         | -                                                                                      | O sukcesach i porażkach koalicji                                                                                               |

| Data emisji      | Pierwsza debata                                                                          | Druga debata | Temat debaty |
| ---------------- | ---------------------------------------------------------------------------------------- | --- | --- |
| 23 sierpnia 2007 | Ludwik Dorn                                                                              | Roman Giertych, Zbigniew Girzyński, Bronisław Komorowski, Wojciech Olejniczak                                                              | Czy powinna powstać komisja śledcza ds. CBA? – debata o aktualnej sytuacji politycznej (wydanie specjalne programu) |
| 30 sierpnia 2007 | Sylwester Latkowski                                                                      | Lech Wałęsa Aleksander Kwaśniewski Tomasz Dudziński, Roman Giertych, Ryszard Kalisz, Bronisław Komorowski, Andrzej Lepper, Krzysztof Putra | Aresztowanie Janusza Kaczmarka, kandydata opozycji (LiS-u) na premiera (specjalne wydanie programu)                 |
| 20 września 2007 | Joachim Brudziński, Roman Giertych, Bronisław Komorowski, Leszek Miller, Krzysztof Putra | − | Kampania wyborcza (ostatni odcinek programu; pożegnanie i prośba Tomasza Lisa o wzięcie udziału w wyborach)         |